# Torpedo (Bob's Burgers)
Torpedo es el decimotercer episodio y la temporada final de la primera temporada de la serie animada Bob's Burgers. El episodio salió al aire originalmente en la cadena Fox en Estados Unidos el 4 de marzo de 2012.
El episodio fue escrito por Dan Fybel y Rindali Rich y dirigida por Kyounghee Lim. El episodio ha recibido críticas positivas de los críticos, principalmente.

## Argumento
Bob y los jefes de familia de un béisbol juego para ver un anuncio que trajeron a pesar del hecho de que parece pequeña. Durante el juego, Tina da cuenta de que el equipo de la ciudad, se comunican Wonderdogs por bofetadas unos a otros en sus nalgas , Gene se interesa en la carrera de la mascota del parque de béisbol de propiedad del Dr. Fischoeder y quiere entrar con su hamburguesa traje y Bob se sorprendió cuando encuentra a su héroe del béisbol, Torpedo Jones ( Robert Ben Garant ) está jugando para Los Wonderdogs. Bob una vez fue testigo de su paso infame que ocurrió hace quince años, pero ahora es tocar fondo. Después del partido, Bob no puede encontrar el Dr. Gene Fischoeder conseguir en la carrera, pero en cambio, se pregunta Gene Torpedo de participación que él estuvo de acuerdo y se hace amigo de la familia.
Bob y primera carrera de la Gene familia relojes con torpedo a los consejos de Gene y Bob Torpedo da una hamburguesa. Gene gana la carrera, gana una medalla de oro y no promueve Hamburguesas Bob Bob que le pide que gana gen si. Torpedo complementa la hamburguesa y le dice al público y otros jugadores a comer hamburguesas a Bob después del partido. Más tarde, en hamburguesas Bob, Tina le pide Torpedo para un trabajo en equipo en una forma de bofetada a tope con los jugadores guapos y es contratado, pero tienen que dar Torpedo una hamburguesa en cada juego. Torpedo Bob da una pelota de béisbol y se da cuenta de que tiene la grasa de las hamburguesas de Bob y revela que ha estado engañando.
Bob se encuentra con el Dr. Fischoeder y le dice que sobre las trampas Torpedo pero el Dr. Bob demuestra que gracias a la trampa Torpedo, él usa la montaña rusa piernas 's para el estadio, que está cerca y hace de todo, desde los juegos de béisbol para el parque de atracciones aparejado . Bob sigue dando grasa Torpedo y los niños a aprender sobre él así que Louise dice Gene hacer trampa en su carrera mascota próximo empujando los competidores. Gene gana su segunda medalla de oro consecutiva y espera hacer un registro de tres victorias en fila. Bob y Linda. Gene se niega a dar sus medallas y todos Linda fuerzas no hacer trampa. Bob dice Torpedo no hacer trampas, pero a lo mejor de sí para ganar en el béisbol. Sin embargo, Torpedo revela que hizo trampa en cada juego, incluyendo su famoso estadio. Gene está dispuesto a engañar a su tercera carrera así que Bob le dice a Gene a través de un altavoz que no debe engañar. Gene decide no hacer trampa y hace todo lo posible, pero es empujado por un competidor y pierde. Bob estaba a punto de revelar a todo el mundo acerca de la manipulación y el engaño, pero el colapso de la montaña rusa, por suerte, nadie resultó herido. A raíz de la caída, el Dr. Bob le dice que él recuerda el doctor de su padre. El episodio termina con Tina tratando de mantener un suspensor que pertenece a un jugador cubano, guapo llamado Angel ( David Herman ) de Linda y la mantiene en secreto a otro jugador.

## Producción
"Torpedo" es el décimo tercero y final de temporada de Hamburguesas Bob y fue escrita por Dan Fybel y Rindali Rich y dirigida por Kyounghee Lim. Cuenta con estrellas invitadas de Robert Ben Garant como jugador de béisbol como Torpedo Jones, Heidecker Tim y Eric Wareheim como comentaristas de béisbol Dellalucci Burt como Paul Finnegan. Recurrentes estrellas invitadas como Andy Kindler como Mort, Larry Murphy como Teddy, Kevin Kline como el Dr. Fischoeder y Herman David como cubano Ángel jugador de béisbol. Este episodio llevó a un TV-PG calificación para diálogos intensamente sugerentes (D), lenguaje ofensivo (L) y la violencia gráfica (V).

## Recepción
En su emisión original en Estados Unidos, "Torpedo" fue visto por un estimado de 4,31 millones de espectadores y obtuvo una cuota de 2,1 rating / 6% de los adultos entre las edades de 18 y 49, una caída del episodio anterior.
Recepción de la crítica ha sido principalmente críticas positivas de los críticos y aficionados por igual. En TV.com , diecinueve usuarios le dio al episodio una puntuación media de 7,7 sobre un máximo de 10, que se registra como "bueno". [ 3 ] La Internet Movie Database página para Torpedo ha registrado un índice de audiencia promedio de 7,2 sobre un máximo posible 10, sobre la base de 22 votos.
Rowan Kaiser de la AV Club le dio al episodio una A-, la calificación más alta de la noche. Elogió la historia, lo describió watchable y pareció agradable para ver un episodio Gene-based. [ 5 ]